# Christopher Cooke
Christopher R. Cooke (* 8. November 1973 in Meadowbrook, Pennsylvania) ist ein US-amerikanischer römisch-katholischer Geistlicher und ernannter Weihbischof in Philadelphia.

## Leben
Christopher Cooke erlangte zunächst einen Bachelor an der University of Delaware in Newark. Anschließend studierte er Philosophie und Katholische Theologie am Priesterseminar Saint Charles Borromeo in Overbrook. Dort erwarb er einen Master of Divinity und einen Master of Theology. Am 20. Mai 2006 empfing Cooke in der Kathedralbasilika St. Peter und Paul durch den Erzbischof von Philadelphia, Justin Francis Kardinal Rigali, das Sakrament der Priesterweihe für das Erzbistum Philadelphia.
Cooke war nach der Priesterweihe zunächst als Pfarrvikar der Pfarreien Saint Eleanor in Collegeville (2006–2008) und Saint Martin of Tours in Philadelphia (2008–2012) tätig, bevor er Pfarradministrator der Pfarrei Saint Francis of Assisi in Norristown wurde. Danach wirkte Cooke von 2013 bis 2021 als Spiritual und ab 2021 als Dekan am Priesterseminar Saint Charles Borromeo in Overbrook.
Am 8. Dezember 2023 ernannte ihn Papst Franziskus zum Titularbischof von Malliana und zum Weihbischof in Philadelphia. Die Bischofsweihe durch den Erzbischof von Philadelphia, Nelson Jesus Perez, ist für den 7. März 2024 geplant.